# Achille Cardani
Achille Cardani (22 marzo 1859 – 3 gennaio 1935) è stato un progettista e dirigente d'azienda italiano, dell'Officina Apparati Centrali di Milano delle Ferrovie dello Stato dal 1914.
Achille Cardani iniziò la sua carriera ferroviaria nel 1885 presso la Società per le Ferrovie dell'Alta Italia dove venne assunto dal responsabile degli Apparati Centrali e di Segnalamento ingegnere Riccardo Bianchi. L'anno successivo entrò a far parte degli organici della nuova Società per le Strade Ferrate del Mediterraneo in qualità di tecnico dello stesso settore e si distinse presto per le sue realizzazioni.
La sua notorietà è legata all'istrumento di blocco elettrico da lui ideato allo scopo di sostituire il sistema di tipo inglese Hodgson allora in uso negli apparati del blocco semiautomatico a corrente continua Saxby & Farmer (anch'esso inglese e dal nome preso dall'inventore John Saxby). Tale sua realizzazione raggiungeva non soltanto lo scopo di migliorare le prestazioni e la sicurezza ma, cosa non di poco conto, svincolava la società ferroviaria italiana dall'onere gravoso dei diritti di brevetto, di manutenzione e di acquisto dei pezzi di ricambio dovuti alla casa londinese. L'apparato Cardani venne esposto all'importante Esposizione Mondiale di Parigi del 1900. Era stato sperimentato sulla tratta Genova Piazza Principe-Genova Brignole già nel 1893 ed adottato oltre che dalla Mediterranea anche su alcune linee della Società Italiana per le Strade Ferrate Meridionali, (Adriatica) a partire dal 1897.
In seguito alla nazionalizzazione delle ferrovie nel 1914 assunse l'incarico di Direttore dell'Officina Apparati Centrali di Milano delle Ferrovie dello Stato divenendo attivo promotore del sistema di blocco da lui ideato che negli anni fino al 1938 venne installato su 2933 km di linee ferrate delle FS e adottato anche dalle Ferrovie Nord Milano e sulla Ferrovia Roma-Lido sostituendo interamente i vecchi apparati Saxby-Farmer e il blocco a bastone pilota delle Valtellinesi.
Nel 1921 venne messo a riposo per limiti di età con la qualifica di Ispettore di 1ª classe. Morì il 3 gennaio 1935.